# Andrej Krawtsjanka
Andrej Krawtsjanka (Wit-Russisch: Андрэй Краўчанка, Russisch: Андрей Краўчанка, Andrej Kravtsjenko) (Myshanka, 4 januari 1986) is een atleet uit Wit-Rusland, die gespecialiseerd is in de tienkamp. In 2004 werd hij op dit onderdeel wereldjeugdkampioen en in 2005 Europees jeugdkampioen.

## Loopbaan
Zijn beste prestatie bij de senioren behaalde Krawtsjanka in 2008 door een zilveren medaille te winnen op de WK indoor in het Spaanse Valencia. Met 6234 punten verbeterde hij het nationale record en eindigde hij achter de Amerikaanse wereldkampioen Bryan Clay (goud; 6371) en voor de Kazachse Dmitriy Karpov (brons; 6131).
Zijn beste prestatie bij de senioren behaalde hij in 2014 bij de Europese kampioenschappen in Zürich. Met 8616 punten won hij een gouden medaille en bleef hij de Fransman Kévin Mayer (goud; 8521 punten) en Ilja Sjkoerenjov (brons; 8498 punten) voor.
Krawtsjanka is aangesloten bij Dynamo Sports Club Gomel.

## Titels
- Europees kampioen tienkamp - 2014
- Europees indoorkampioen zevenkamp - 2011
- Europees kampioen tienkamp U23 - 2007
- Wereldjuniorenkampioen tienkamp - 2004
- Europees juniorenkampioen tienkamp - 2004

## Persoonlijke records
Outdoor
| Onderdeel            | Prestatie | Datum             | Plaats     |
| -------------------- | --------- | ----------------- | ---------- |
| 100 m                | 10,86 s   | 26 mei 2007       | Götzis     |
| 400 m                | 47,17 s   | 22 september 2007 | Talence    |
| 1000 m               | 2.44,35   | 11 juli 2003      | Sherbrooke |
| 1500 m               | 4.24,44   | 28 mei 2006       | Götzis     |
| 110 m horden         | 14,05 s   | 27 mei 2007       | Götzis     |
| hoogspringen         | 2,22 m    | 12 augustus 2014  | Zürich     |
| polsstokhoogspringen | 5,20 m    | 29 juni 2008      | Hengelo    |
| verspringen          | 7,90 m    | 26 mei 2007       | Götzis     |
| kogelstoten          | 15,16 m   | 12 augustus 2014  | Zürich     |
| discuswerpen         | 47,87 m   | 12 juni 2012      | Minsk      |
| speerwerpen          | 68,11 m   | 13 augustus 2014  | Zürich     |
| tienkamp             | 8617 p    | 27 mei 2007       | Götzis     |

Indoor
| Onderdeel            | Prestatie   | Datum            | Plaats   |
| -------------------- | ----------- | ---------------- | -------- |
| 60 m                 | 7,03 s      | 15 februari 2008 | Tallinn  |
| 1000 m               | 2.39,80     | 6 maart 2011     | Parijs   |
| 60 m horden          | 7,90 s      | 21 februari 2010 | Mogilev  |
| hoogspringen         | 2,21 m      | 7 maart 2014     | Sopot    |
| polsstokhoogspringen | 5,30 m      | 9 maart 2008     | Valencia |
| verspringen          | 7,75 m      | 26 januari 2012  | Homieĺ   |
| kogelstoten          | 15,42 m     | 7 maart 2014     | Sopot    |
| zevenkamp            | 6303 p (NR) | 7/8 maart 2014   | Sopot    |

## Prestaties
| Jaar | Wedstrijd                            | Plaats     | Resultaat | Extra     | Punten  |
| ---- | ------------------------------------ | ---------- | --------- | --------- | ------- |
| 2003 | WK U18                               | Sherbrooke | 2e        | achtkamp  | 6366 p  |
| 2004 | WK U20                               | Grosseto   | 1e        | tienkamp  | 8126 p  |
| 2005 | EK U20                               | Kaunas     | 1e        | tienkamp  | 7997 p  |
| 2007 | EK indoor                            | Birmingham | 3e        | zevenkamp | 6090 p  |
|      | EK U23                               | Debrecen   | 1e        | tienkamp  | 8492 p  |
|      | WK                                   | Osaka      | DNF       | tienkamp  |         |
|      | Décastar                             | Talence    | 1e        | tienkamp  | 8553 p  |
| 2008 | WK indoor                            | Valencia   | 2e        | zevenkamp | 6234 p  |
|      | OS                                   | Peking     | 2e        | tienkamp  | 8551 p  |
|      | Décastar                             | Talence    | 1e        | tienkamp  | 8312 p  |
|      | IAAF World Combined Events Challenge | nvt        | 1e        | tienkamp  | 25448 p |
| 2010 | WK indoor                            | Doha       | 4e        | zevenkamp | 6124 p  |
|      | EK                                   | Barcelona  | 3e        | tienkamp  | 8370 p  |
| 2011 | EK indoor                            | Parijs     | 1e        | zevenkamp | 6282 p  |
| 2012 | WK indoor                            | Istanboel  | 6e        | zevenkamp | 5746 p  |
| 2013 | WK                                   | Moskou     | 12e       | tienkamp  | 8314 p  |
|      | IAAF World Combined Events Challenge | nvt        | 1e        | tienkamp  | 25084 p |
| 2014 | WK indoor                            | Sopot      | 2e        | zevenkamp | 6303 p  |
|      | EK                                   | Zürich     | 1e        | tienkamp  | 8616 p  |